# Reconstruction de Saint-Malo
La reconstruction de Saint-Malo correspond à la reconstruction de la ville de Saint-Malo après la Seconde Guerre mondiale.

## Contexte historique
En 1940, les Allemands entrent dans Saint-Malo.
En août 1944, les colonnes américaines du VIIIe corps d'armée du général Middleton se dirigent vers Brest. Pris sous le feu de l'artillerie allemande près de Saint-Malo, l'armée américaine réagit en bombardent la ville à partir du dimanche 6 août 1944. Dans la nuit du 9 au 10 août 1944, 18 prisonniers malouins sont tués par des obus de la 3e armée américaine.
Du 3 au 13 août 1944, un bombardement détruit 683 immeubles.
Le dimanche 14 août 1944, la ville, le château, le Grand Bé et Cézembre subissent un nouveau bombardement aérien, l'aviation américaine envoyant cette fois 150 bombardiers lourds B-24 Liberator. Évacuée par les autorités allemandes quelque temps plus tôt, Saint-Malo est presque entièrement dévastée par les incendies qui suivent ce bombardement massif.
À la Libération, 80 % de Saint-Malo intra-muros est détruite,, à l’exception des remparts : 683 des 865 immeubles, maisons ou bâtiments sont en ruines et il manque 2 000 logements.
Si certains habitants peuvent habiter à l'intérieur des remparts dès septembre 1944, beaucoup sont relogés dans des constructions provisoires.

## Historique

### Début
En novembre 1944, le ministère de la Reconstruction et de l’Urbanisme est formé afin de coordonner la reconstruction des villes françaises.
La reconstruction n'est pas évidente. Plusieurs solutions ont été envisagées : laisser la ville en l'état, comme un symbole ; réaliser une toute nouvelle cité ; ou la reconstruire à l'identique. C'est la troisième option qui est choisie.
Les autorités parlent de « reconstructions historiques ».
En février 1946, les élus malouins tranchent un plan de reconstruction. 300 hommes et dix-huit mois sont nécessaires pour le déblaiement des 500 000 m3 de ruines.
Le plan prévoit de déplacer plusieurs grands équipements publics comme l’hôpital et la prison afin d'aérer la ville.
L’édification de nouveaux logements répond à des carences en matière d’habitat qui se sont accentuées lors de l’entre-deux-guerres.
Le 26 janvier 1947, la première pierre du nouveau Saint-Malo est posée en présence de René Delannoy.
À partir de 1948, la reconstruction emploie des parpaings manufacturés.

### Premiers résultats
Le plus grand îlot n'est mis en chantier qu’en 1949, et le premier immeuble particulier reconstruit en 1950.
En 1957, 98 % des immeubles à reconstruire sont achevés.

### Fin
En 1963 l’association syndicale de reconstruction est dissoute.
La fin symbolique du chantier a lieu en 1972 avec l’inauguration de la cathédrale Saint-Vincent.